# Пихтијада у Нишкој Бањи
Пихтијада у Нишкој Бањи је туристичко-угоститељска манифестација у традиционалној припреми пихтија, избору најуспешнијих кулинара у припреми пихтија и подела пихтија гостима манифестације, које су учесници пихтијаде припремили.

## Опште информације
Пихтијада се почев од 2006. године у Нишкој Бањи одржава традиционално средином јануара у централном бањском парку. Тога дана у већем броју казана овај традиционални специјалитет поред екипе домаћина припремају и екипе из Сврљига и Гаџиног Хана.
Програм почиње од раног јутра паљењем ватри испод казана и  припремом или кување пихтија које траје 4-5 сати, декорацијом  и поправљањем укуса додањем ловоров лист, бибер у зрну, корен першуна, пастрњак, шаргарепа, црни и бели лук, алева паприка па чак и колутови тврдо куваних јаја.
Око поднева следи представљањем учесника, а потом  дегустацијом и поделом пихтија посетиоцима, уз богат културно-уметнички програм фолклорних група. 
Уз пихтије се посетиоцима манифестације служе кувана ракија и други кулинарски специјалитети нишког краја.
У оквиру манифестације специјални жири на лицу места врши одабир најукусније пихтије и проглашава победничку екипу.